# Landersheim
Landersheim es una comuna francesa situada en la circunscripción administrativa de Bajo Rin, en la región de Gran Este.

## Demografía
| 107 | 112 | 104 | 111 | 151 | 131 | 193 |
| Para los censos de 1962 a 1999 la población legal corresponde a la población sin duplicidades (Fuente: INSEE [Consultar]) |     |     |     |     |     |     |

## Patrimonio
- Iglesia de Saint-Cyriaque